# ArcelorMittal Exploitation minière Canada
ArcelorMittal Exploitation Minière Canada s.e.n.c. (AEMC), anciennement appelée ArcelorMittal Mines Canada, est une compagnie minière canadienne créée en janvier 2008 après avoir acquis, en 2006, la Compagnie Minière Québec Cartier. Elle fait partie du groupe ArcelorMittal. ArcelorMittal Exploitation Minière Canada s.e.n.c. offre des produits de minerai de fer consacrés au marché mondial de l'acier. Elle compte près de 2 000 employés dans ses installations d'exploitation et de première transformation de la mine de Mont-Wright et de Port-Cartier, ainsi que dans ses bureaux administratifs de Montréal et de Bruxelles.

## Historique
1970 
- Inauguration des travaux d'aménagement de la mine de fer.

1972 
- (17 novembre) Tragédie mortelle ; accident de travail au chantier de la mine de fer ; un échafaud juché à 84 pieds du sol s'effondre à l'intérieur du silo numéro 3 en construction ; bilan : 7 morts et 1 blessé.;

1973 
- (10 octobre) Tragédie mortelle ; incendie dans les cuisines et les dortoirs du chantier ; bilan : 2 morts et 10 blessés.

1974 
- Mise en exploitation du gisement de fer. Dynamitage de la calotte du mont Wright qui marque le début de l'exploitation de la mine à ciel ouvert.

1976 
- (10 octobre) Tragédie mortelle ; incendie du camp des travailleurs de la construction ; bilan: 3 morts, et 10 blessés.

2001 
- (18 février) La Compagnie minière Québec Cartier suspend l'exploitation de sa mine de Mont-Wright en raison du faible prix du fer et de la diminution de la demande de fer sur les marchés mondiaux.
- (19 mars) La compagnie minière Quebec Cartier impose le lock-out aux 1 700 employés de sa mine de fer de Mont-Wright qui ont refusé sa proposition finale de convention collective

2003 
- À cause de la diminution du prix mondial de l'acier, les employés de la Compagnie minière Québec Cartier acceptent une diminution de 1,64 $ /h de leur salaire horaire.
- Investissement Québec (Gouvernement du Québec) investit 20 M $ dans le capital action de la Compagnie minière Québec Cartier à qui elle consent un prêt sans intérêt de 176 M $.

2004 
- À cause de la diminution du prix mondial de l'acier, les employés de la Compagnie minière Québec Cartier acceptent une diminution de 0,84 $ /h de leur salaire horaire.

2005 
- (9 avril) Début d'une importante grève des 1 400 travailleurs syndiqués de la mine de Mont-Wright qui sont suivis par les autres employés à Port-Cartier.

2006 
- (13 octobre) Tragédie mortelle ; un train de 55 wagons chargés de bois a percuté plusieurs véhicules d'entretien de la voie ferrée. Denis Leclerc, un employé qui comptait 30 ans d'expérience au sein de l'entreprise, est décédé dans le violent impact. Trois de ses collègues ont été blessés, dont deux sérieusement[1].
- ArcelorMittal achète la Compagnie minière Québec Cartier.

2011 
- ArcelorMittal annonce un projet d'extension dans le cadre du plan nord avec Jean Charest, qui augmentera la production de concentré à 24 millions de tonnes ; ce projet, est évalué à 2,1 G$. Peu de temps après, ArcelorMittal annule ses investissements dans l'usine de bouletage. Au lieu de 2.1 milliards d'investissements, c'est 1.4 milliard qui est investi.

2012 
- (24 mai) Tragédie mortelle ; Décès d'un travailleur causé par une méthode de travail inadéquate et une gestion déficiente en ce qui concerne l'utilisation d'une plateforme.
- Manifestation de 200 travailleurs pour dénoncer les relations de travail[2]

2014
- 130 postes à Port-Cartier et Fermont n’ont pas été remplacés depuis janvier. Cinquante autres postes ont aussi été abolis[3].
- Manifestation de 300 travailleurs pour dénoncer les relations de travail[4]
- ArcelorMittal reconnu coupable de harcèlement psychologique[5]

2016
- ArcelorMittal reconnu coupable de trois infractions à la Loi sur la qualité de l’environnement[6]